# كاريل سينيسكي
كاريل سينيسكي (مواليد 17 مارس 1919) هو لاعب كرة قدم. يلعب مع منتخب تشيكوسلوفاكيا لكرة القدم. سبق له أن لعب في كأس العالم لكرة القدم مع منتخب بلاده.

## روابط خارجية
- كاريل سينيسكي على موقع الاتحاد الدولي (مؤرشف)  (الإنجليزية)
- كاريل سينيسكي على موقع الاتحاد التشيكي (الإنجليزية)
- كاريل سينيسكي على موقع قاعدة بيانات كرة القدم.إي يو (الإنجليزية)
- كاريل سينيسكي على موقع ناشيونال فوتبول تيمز (الإنجليزية)
- كاريل سينيسكي على موقع Soccerway.com (الإنجليزية)
- كاريل سينيسكي على موقع عالم كرة القدم.نت (الإنجليزية)